# Alberto Morin
Pour les articles homonymes, voir Morin.
Alberto Morin (parfois crédité Albert Morin) est un acteur portoricain, de son vrai nom Salvador R. López, né le 26 décembre 1902 à San Juan (Porto Rico), mort le 7 avril 1989 à Burbank (Californie).

## Biographie
D'ascendance espagnole et française, il s'installe aux États-Unis et y débute au cinéma en 1928, sous le pseudonyme d'Alberto Morin. Son deuxième film est Hommes sans femmes (1930) de John Ford, qu'il retrouvera par la suite, notamment dans Rio Grande (1950), avec John Wayne. Il retrouve également ce dernier dans d'autres films, tel Chisum d'Andrew V. McLaglen (1970).
Second rôle de caractère (souvent non crédité), il apparaît en tout dans plus de cent-trente films américains (dont bon nombre bien connus), régulièrement jusqu'en 1975, avant une ultime prestation dans Milagro de Robert Redford, sorti en 1988.
Parmi ses autres films notables, citons Les Boucaniers d'Anthony Quinn (1958, avec Yul Brynner et Charlton Heston), Cette terre qui est mienne d'Henry King (1959, avec Rock Hudson et Jean Simmons), ou encore Sierra torride de Don Siegel (1970, avec Clint Eastwood et Shirley MacLaine).
Pour la télévision, entre 1951 et 1984, Alberto Morin contribue à cinquante-et-une séries (dont Maverick en 1960-1961 et Batman en 1966), à quatre téléfilms, ainsi qu'au feuilleton Dallas en 1983-1984.

## Filmographie partielle

### Au cinéma
- 1930 : Hommes sans femmes (Men without Women) de John Ford
- 1937 : Le Chant du printemps (Maytime) de Robert Z. Leonard
- 1938 : La Folle Parade (Alexander's Ragtime Band) de Henry King
- 1939 : Les Ailes de la flotte (Wings of the Navy) de Lloyd Bacon
- 1939 : Autant en emporte le vent (Gone with the Wind) de Victor Fleming, George Cukor et Sam Wood
- 1940 : Le Fils de Monte-Cristo (The Son of Monte Cristo) de Rowland V. Lee
- 1941 : Arènes sanglantes (Blood and Sand) de Rouben Mamoulian
- 1942 : Casablanca de Michael Curtiz
- 1943 : Pour qui sonne le glas (For Whom the Bell tolls) de Sam Wood
- 1947 : Taïkoun (Tycoon) de Richard Wallace
- 1948 : Key Largo de John Huston
- 1948 : Les Trois Mousquetaires (The Three Musketeers) de George Sidney
- 1949 : Le Bagarreur du Kentucky (The Fighting Kentuckian) de George Waggner
- 1949 : L'Île au complot (The Bribe) de Robert Z. Leonard
- 1950 : Rio Grande de John Ford
- 1950 : Tripoli de Will Price
- 1950 : Les Nouvelles Aventures du capitaine Blood (Fortunes of Captain Blood) de Gordon Douglas
- 1950 : Planqué malgré lui (When Willie comes Marching Home) de John Ford
- 1950 : Quand la ville dort (The Asphalt Jungle) de John Huston
- 1950 : La Capture (The Capture) de John Sturges
- 1950 : La Cible humaine (The Configurer) de Henry King
- 1951 : Le Signe des renégats (Mark of the Renegade) de Hugo Fregonese
- 1952 : L'Affaire Cicéron (Five Fingers) de Joseph L. Mankiewicz
- 1952 : The Story of Will Rogers de Michael Curtiz
- 1953 : Le Déserteur de Fort Alamo (The Man from the Alamo) de Budd Boetticher
- 1953 : La Taverne des révoltés (The Man Behind the Gun) de Felix E. Feist (rôle non crédité)
- 1953 : Capitaine King (King of the Khyber Rifles) de Henry King
- 1954 : La Dernière Fois que j'ai vu Paris (The Last Time I saw Paris) de Richard Brooks
- 1954 : Romance sans lendemain (About Mrs. Leslie) de Daniel Mann
- 1955 : La Main au collet (To catch a Thief) d'Alfred Hitchcock
- 1956 : Les Piliers du ciel (Pillars of the Sky) de George Marshall
- 1957 : L'aigle vole au soleil (The Wings of Eagle) de John Ford
- 1957 : Elle et lui (An Affair to remember) de Leo McCarey
- 1957 : La Blonde explosive (Will Success Spoil Rock Hunter?) de Frank Tashlin
- 1957 : Les Girls de George Cukor
- 1958 : Les Boucaniers (The Buccaneer) d'Anthony Quinn
- 1958 : Le Bal des maudits (The Young Lions) d'Edward Dmytryk
- 1959 : Cette terre qui est mienne (This Earth is Mine) de Henry King
- 1962 : Quinze Jours ailleurs (Two Weeks in Another Town) de Vincente Minnelli
- 1968 : Les Feux de l'enfer (Hellfighters) d'Andrew V. McLaglen
- 1970 : Sierra torride (Two Mules for Sister Sara) de Don Siegel
- 1970 : Chisum d'Andrew V. McLaglen
- 1971 : Satan, mon amour (The Mephisto Waltz) de Paul Wendkos
- 1975 : Doc Savage arrive ! (Doc Savage : The Man of Bronze) de Michael Anderson
- 1988 : Milagro (The Milagro Beanfield War) de Robert Redford

### À la télévision
(séries, sauf mention contraire)
- 1959 : Mike Hammer (Mickey Spillane's Mike Hammer), première série
  - Saison 2, épisode 12 Save Me in Salvador de Boris Sagal
- 1960-1961 : Maverick
  - Saison 4, épisode 1 Bundle from Britain (1960) de Leslie H. Martinson et épisode 27 Triple Indemnity (1961) de Leslie H. Martinson
- 1960-1963 : Dobie Gillis (The Many Loves of Dobie Gillis)
  - Saison 1, épisode 14 The Gaucho (1960) de Rodney Amateau
  - Saison 3, épisode 17 For Whom the Wedding Bell tolls (1962)
  - Saison 4, épisode 27 The General cried at Dawn (1963)
- 1965 : Le Virginien (The Virginian)
  - Saison 3, épisode 30 We've lost a Train d'Earl Bellamy
- 1965 : Les Mystères de l'Ouest (The Wild Wild West)
  - Saison 1, épisode 1 La Nuit des ténèbres (The Night of the Inferno) de Richard C. Sarafian
- 1965 : Match contre la vie (Run for Your Life)
  - Saison 1, épisode 13 Make the Angels Wheep de Leslie H. Martinson
- 1966 : Batman
  - Saison 1, épisode 13 Le Treizième Chapeau (The Thirteenth Hat) de Norman Foster et épisode 14 Chapeau Batman (Batman stands Pat) de Norman Foster
- 1966 : Les Rats du désert ou Commando du désert (The Rat Patrol)
  - Saison 1, épisode 1 The Chase of Fire Raid de Tom Gries
- 1967 : Sur la piste du crime (The F.B.I.)
  - Saison 2, épisode 19 The Gray Passenger de Christian Nyby
- 1967 : How I spent my Summer Vacation, téléfilm de William Hale
- 1967 : Le Frelon vert (The Green Hornet)
  - Saison unique, épisode 22 Des ennuis pour le prince charmant (Trouble for Prince Charming) de William Beaudine
- 1969 : Cher oncle Bill (Family Affair)
  - Saison 3, épisode 19 Lost in Spain, Part I de Charles Barton
- 1972 : The Family Rico, téléfilm de Paul Wendkos
- 1974 : Sergent Anderson (Police Woman)
  - Saison 1, épisode 10 Requiem pour une infidèle (Requiem for Bored Wives) d'Alvin Ganzer
- 1978 : Columbo, première série
  - Saison 7, épisode 2 Meurtre à la carte (Murder under Glass) de Jonathan Demme
- 1979 : Sloane, agent spécial (A Man called Sloane)
  - Saison unique, épisode 12 The Shangri-La Syndrome
- 1979 : Barnaby Jones
  - Saison 8, épisode 11 Cry for Vengeance d'Allen Baron
- 1979 : Goldie and the Boxer, téléfilm de David Miller
- 1980 : Quincy (Quincy, M.E.)
  - Saison 5, épisode 13 Diplomatic Immunity de Ray Danton
- 1981 : L'Île fantastique (Fantasy Island)
  - Saison 5, épisode 5 Mr. Nobody / La Liberatora
- 1983-1984 : Dallas, feuilleton
  - Saison 7, épisode 12 Barbecue (Barbecue Four, 1983) de Leonard Katzman, épisode 13 Nul n'est parfait (Past Imperfect, 1983) de Larry Hagman et épisode 15 Le Bruit qui venait d'ailleurs (Offshore Crude, 1984) de Ray Danton
- 1984 : Cagney et Lacey (Cagney & Lacey)
  - Saison 3, épisode 2 A Killer's Dozen de John Patterson